# Christian Friedrich Fischer
Christian Friedrich Fischer  (* 23. Oktober 1698 in Lübeck; † Januar 1764 in Kiel) war Musikdirektor, Kantor, Organist, Komponist, Musikschriftsteller und Jurist.

## Leben und Werk
Fischer wurde als Sohn von Daniel Fischer († 1703), vieljähriger Mandatarius und Anwalt am Niedergericht in Lübeck, und dessen Ehefrau Agatha Catharina, geb. Zellmann (Mühlheim/Thüringen) († 1720), in Lübeck geboren. Letztere hatte sechs Kinder aus erster Ehe. Christian Friedrich war das jüngste Kind von zehn Kindern aus zweiter Ehe. Das Kompositionshandwerk erlernte er 1720 bei Johann Christian Schieferdecker, Organist der Marierenkirche Lübeck, wobei Fischer dort zunächst Conzerttenorist und anschließend Praefektus des Schülerchors war.
1725 schrieb er sich in der Universität Rostock ein und „hörte daselbst die Rechtsgelehrsamkeit nach allen ihren Theilen, so, daß er in den juristischen Hörsälen mehrmals als Respondent und Opponens auftreten konnte.“ Am 5. Juli 1726 führte er nach eigenen Aussagen im öffentlichen Auditorium eine Musik auf. Details gibt er an dieser Stelle in seiner Autobiografie dazu nicht bekannt.
Aufgrund finanzieller Engpässe sah er sich genötigt, ab 1729 die Stelle des Cantors zu Plön anzunehmen. In diesem Jahr heiratete er Catharina Gertrud Hechten. Aus dieser Ehe gingen drei Kinder hervor: Johann Friedrich (* 26. Juni 1732), Catharina Gertrud (* 2. Januar 1732) und Tobias Hinrich (* 20. Juli 1733).
In Plön verfasste er ein Vierstimmiges Choralbuch mit einer ausführlichen Vorrede, und die Schrift Zufällige Gedanken von der Komposition. Die Vorrede würdigte Johann Mattheson in einer Fußnote ausdrücklich. Er habe dort „nebst einer mehr als gemeinen Gelehrsamkeit auch gesunder Einsicht, viel nützliches, lebhafftes und gutes darin angetroffen.“ (Mattheson Ehrenpforte 1740, S. 405) Beide Werke erschienen allerdings nicht im Druck.
Am 4. Mai 1744 wurde Fischer Kantor der Kieler Gelehrtenschule. Im Folgejahr kam es zur Aufführung einer Kantate Fischers. Der Beitritt zu der von Lorenz Christoph Mizler gegründeten Correspondierenden Societät der musicalischen Wissenschaften erfolgte 1748. In der Musikalischen Bibliothek und in dem Schriftverkehr der Sozietätsmitglieder wird Fischer mehrfach erwähnt, denn er gehörte offensichtlich zu den aktiveren Mitgliedern, die in das spezielle Umlaufverfahren der nur virtuell existierenden Gemeinschaft eingebunden waren. Georg Andreas Sorge bat Meinrad Spieß 1752 um die Weiterleitung des in der Societät umlaufenden Paketes, dem Sorge Vorschläge zur Verbesserung der Sozietät beigefügt hatte. Dieses solle von Irsee (Meinrad Spieß) über Weißenfels (Georg Friedrich Lingke), Nordhausen (Christoph Gottlieb Schröter), Celle (Johann Christian Winter), Berlin (Carl Heinrich Graun), Prenzlau (Georg Venzky), Lübeck (Johann Paul Kunzen) und Kiel (Christian Friedrich Fischer) nach Warschau (Lorenz Christoph Mizler) retour laufen. Spieß möge auch sein eigenes Votum dazu beifügen. Sieben dieser Mitglieder (Telemann, Spieß, Graun, Kunzen, Fischer, Winter zuzüglich Sorges Eigenvotum) waren im Juni 1752 bereit, Sorge zum neuen Sekretär zu wählen und damit den Gründer und amtierenden Sekretär Mizler abzuwählen. Zu diesem Wechsel kam es allerdings nicht, jedoch konnte sich die Societät von diesen Streitigkeiten offensichtlich nicht mehr erholen.
1750–1752 verfasste Fischer zahlreiche Gelegenheitsmusiken.
Mattheson spricht in der Ehrenpforte an mehreren Stellen sehr lobend über Fischer. Er verdiene wegen seiner Gelehrsamkeit, dass man zu ihm sagte: „Freund, rücke hinauf!“ Fischer stand offensichtlich bei seinen Zeitgenossen in höherem Ansehen, als dies anhand seiner nur handschriftlich verfassten bzw. verschollenen Kompositionen heute nachweisbar ist. Gleiches gilt für die Anerkennung, die ihm durch Mizler mit der Aufnahme in die Societät zuteilwurde.

## Schriften (Auswahl)
- Dissertatio De Origine Et Fontibus Iuris Lubecensis Eiusque Usu, Autoritate, Elogio Et Subsidii Rostock 1727 (online)
- Vierstimmiges Choralbuch mit einer ausführlichen Vorrede (unveröffentlicht) Ehrenpforte S. 405 (Quelle online)
- Zufällige Gedanken von der Komposition. (unveröffentlicht) Ehrenpforte S. 405 (Quelle online)
- Seliges Erwegen über die sieben letzten Worte des leidenden und sterbenden Jesu an dem Creuze, hat am stillen Freytage, als dem merkwürdigen Gedächtniß-Tage des Todes Jesu Christi...
- Den durch die Geburt Jesu Christi herrlichen Glücksstand der Menschen, wolte auf das Fest der Geburt Jesu Christi, als an dem ersten H. Weinachts-Tage zur Erweckung der Kielischen Kirchen-Andacht vorstellen und musicalisch aufführen Christian Friedrich Fischer, 1748
- Den vergnügt entschiedenen Wettstreit der Musik, Kaufmannschafft und Gelehrsamkeit
- Erste Regeln der Teutschen Sprache, welche aus zehn Abschnitten bestehen : In dem ersten wird gehandelt von der Rechtschreibung; in dem 2ten vom Decliniren, in dem 3ten von den Verbis oder... Bartsch, Kiel, (Vorwort vom 25. Mai 1747). (online)
- Die heilige Geschichte des Leidens und Sterbens Jesu Christi, nach S. Matthäi Beschreibung, wolte in gebundener Schreib-Art mit eingeschalteten Chorälen und Arien zur Erhebung der Kirchen- und... Bartsch, Kiel, (Textfassung ohne Noten) (online)
- Cenotaphium Viro-Iuveni Detlevo Gerhardo Francke Studioso Iurium Civilium Perstrenuo In Perennem Sui Memoriam Ac Agnatorum Cognatorumque Consolandi Gratia Religiose Erigere Volvit, Kiel:Litteris Gottfr. Bartschii, Acad. Typogr. 1751. (online)
- Die Kaufmannschafft der Unsterblichkeit, als die Leiche des Diedrich des Herrn Matthias Philipsen am 11. Febr 1752 ins Grab gesenkt wurde. Ehrengedächtnis von Christian Friedrich Fischer. Bartsch, Kiel 1752.
- Als das hohe Geburts-Fest Seiner Kaiserlichen Hoheit des Durchlauchtigsten Fürsten und Herrn, Herrn Peter, Groß-Fürsten und Reichsfolgern aller Reussen, Erbens zu Norwegen, regierenden Hertzogs zu Schleswig, Holstein, Stormarn und der Dithmarschen, Grafens zu Oldenburg und Delmenhorst etc. von der Groß-Fürstl. Academie zu Kiel den 22 Febr. 1752 mit allgemeiner Freude gefeyret wurde, entwarf nachstehende Ode und führete dieselbe in dem Groß-Fürstl. Auditorio in allerunterthänigster Devotion musikalisch auf Christian Friedrich Fischer, Cantor und Musik-Director in Kiel, der Societät der Musikalischen Wissenschafften in Teutschland Mitglied. Bartsch, Kiel [1752]
- Kantate Seliges Erwegen über die sieben letzten Worte des leidenden und sterbenden Jesu an dem Creuze, hat am stillen Freytage, als dem merkwürdigen Gedächtniß-Tage des Todes Jesu Christi, zur Erweckung der... Bartsch, Kiel 1750 online (Textfassung ohne Noten) Der Titel verweist auf den Verfasser und den Komponisten Fischer, der dieses Werk aufgeführt habe. weitere Quelle online
- Kantate Die in der Auferstehtung Christi gegründete Wahrheit der Auferstehung aller Menschen, am Osterfeste aufgeführet. Bartsch, Kiel. Quelle online
- Kantate Die seligen Wirkungen von der Hochschätzung des heiligen Geistes. Bartsch, Kiel. Quelle online
- Kantate Die auf Tugend gegründete Ehe als ein Himmel auf Erden bei dem Vincelischen und Reiherschen Hochzeitsfeste.Bartsch, Kiel. Quelle online
- Zehn widerlegte bodenlose Einwürffe der Winkel-Lehrer zum Nachtheil und Verunglimpfung der öffentlichen Lehrer : wobey zugleich die innere und äussere Beschaffenheit des Vorzuges der öffentlichen Schulen entwickelt, und in ein helleres Licht setzet. 1747 (online)